# حسن عارف
الدكتور  حسن عارف  (ب) عام 1950، الإسكندرية، مصر) رينولدز هو أستاذ للمعادن في إدارة الهندسة والعلوم والميكانيكا نسخة محفوظة 6 أكتوبر 2006 على موقع واي باك مشين. في جامعة فرجينيا للتكنولوجيا، وأستاذ زائر في الجامعة التقنية في الدنمارك
وقبل أنضمامه إلى جامعة فرجينيا للتكنولوجيا كا عميد الهندسة في الفترة 2003-2005 كان الدكتور حسن عارف رئيس قسم ميكانيكا النظرية والتطبيقية في جامعة إلينوي في إربانا-تشامبين للفترة 1992-2003.
وُلد حسن عارف في مدينة الإسكندرية في مصر. سافر إلى كندا وحصل على الجنسية ثم حصل على الجنسية الأمريكية في عام 1998. وافته المنية في 9 أيلول/سبتمبر من عام 2011 بسبب إصابته بتسلخ الأبهر.
انقسم عمل عارف في كلية جامعة كاليفورنيا في سان دييغو بين قسم الميكانيكا التطبيقية وعلوم الهندسة ومعهد الجيوفيزياء والفيزياء الكوكبية بين عامي 1985 و 1992. كان أيضًا كبير العلماء في مركز الحواسيب العملاقة في سان دييغو لمدة ثلاث سنوات من عام 1989 حتى عام 1992. تلقى تعليمه في معهد كوبنهاغن نيلز بور وتخرج في عام 1975 مع شهادة علمية في الفيزياء والرياضيات. حصل بعد ذلك على درجة الدكتوراه في الفيزياء من جامعة كورنيل في عام 1980. بدأ عارف مسيرته التدريسية في قسم الهندسة في جامعة براون واستمرت من عام 1980 حتى عام 1985.
لقد كان من المعروف جيدًا دورعارف في تطوير مفهوم التأفق العشوائي  في ميكانيكا الموائع. علاوةً على ذلك، إن المفهوم الذي ينص على إمكانية التدفقات الصفائحية العادية في إنتاج مسارات الجسيمات العشوائية أصبحت مفهومة الآن كحجر زاوية في حركيات تدفق السوائل، ويُستخدم مصطلح التأفق العشوائي ككلمة رئيسية مصنفة من خلال المجلات الرائدة في هذا المجال والمؤتمرات الرئيسية. تتراوح تطبيقات التأفق العشوائي بدءًا من الاختلاط بالتدفقات الهوائية والمحيطية إلى الاختلاط في أجهزة الموائع الجزيئية. تلقى عارف جائزة «أوتو لابورت 2000» من الجمعية الفيزيائية الأمريكية لهذا العمل ولعمله في ديناميات الدوامة التي اشتهر بها أيضًا.
ألّف عارف نحو 80 مقالة نُشرت في المجلات الرائدة في مجال ميكانيكا الموائع. ألّف أيضًا العديد من الفصول في العديد من الكتب، وعمل في تحرير مجموعتين من الأوراق وقدم عروضًا تقديمية في المؤتمرات والجامعات حول العالم. شارك أيضًا في العمل التحريري خلال فترة حياته المهنية، فكان محررًا مشاركًا لمجلة ميكانيكا الموائع وذلك من عام 1984 حتى عام 1994، ومحررًا مؤسسًا لنصوص كامبريدج في الرياضيات التطبيقية مع ديفيد جورج كريغتون، وعمل في هيئة تحرير مجلة ديناميات الموائع النظرية والحاسبية وكمحرر مساعد في تطورات الميكانيكا التطبيقية، خدم أيضًا في هيئات تحرير مجلة فيزياء السوائل ومجلة الديناميكية المنتظمة والفوضوية.
شغل عارف منصب رئيس شعبة ديناميات الموائع في الجمعية الفيزيائية الأمريكية. ترأس اللجنة الوطنية الأمريكية للميكانيكا النظرية والتطبيقية وعمل في المجالس الاستشارية للعديد من الجمعيات المهنية، وكان عضو اللجنة التنفيذية للجنة الكونغرس في الاتحاد الدولي للميكانيكا النظرية والتطبيقية، وعضو في مجلس الأكاديميات الوطنية للمنظمات العلمية الدولية، وعضو مجلس إدارة جمعية العلوم الهندسية. شغل منصب أمين ندوة ميكانيكا الغرب الأوسط من عام 1994 حتى عام 2003.
كان عارف رئيس المؤتمر الدولي العشرين للميكانيكا النظرية والتطبيقية الذي عُقد في شيكاغو في عام 2000. عُقدت ثلاث مؤتمرات كهذه في الولايات المتحدة الأمريكية خلال أكثر من 70 عامًا، فكان الأول في بوسطن في عام 1938 ومعهد ماساتشوستس للتكنولوجيا وجامعة هارفارد كمؤسسات مضيفة، ومع جامعة ستانفورد كمضيف في عام 1968 ومع الاتحاد بقيادة جامعة إلينوي في عام 2000.

## انجازات وجوائز وشهادات فخرية وأوسمة
1. 2006 أستاذ زائر بنيلز بور، الجامعة التقنية في الدنمارك
2. 2003 أستاذ دكتور، جامعة فرجينيا للتكنولوجيا
3. 2001 2001 زميل، مؤسسة الابتكار في العالم
4. 2000 جائزة أوتو لابورت، أمريكا المادية للمجتمع «بالنسبة له مساهمات رائدة لدراسة اقتراح الفوضى في السوائل، والحساب العلمي، ودوامة الديناميات، وعلى الأخص من أجل تطوير مفهوم advection الفوضى».
5. 2000 زميل الأكاديمية الأمريكية للميكانيكا
6. 1994 محاضرة في توشيبا كيو، جامعة كيو، اليابان
7. 1991 منصب المحاضر يستنغهاوس الكرام، جامعة ميشيغان
8. 1991 محاضر، الحلقة الدراسية ميكانيكا الغرب الأوسط
9. 1988 زميل، أمريكا المادية للمجتمع «ولاستجلاء هذه الفوضى اقتراح في دوامة المشاكل بين عدد قليل من الجسيمات وadvection، ولتطوير أساليب العددية على أساس العديد من التفاعلات بين دوامة».
10. 1988 ستانلي Corrsin المدرسيين، في جامعة جونز هوبكنز
11. 1986 الأعضاء الخارجية، والمركز الدانمركي للميكانيكا التطبيقية والرياضيات
12. 1985 جائزة الباحث الصغير الرئاسية، المؤسسة الوطنية للعلوم
13. 1975 منظمة حلف شمال الأطلسي زمالة؛ جامعة كورنيل زمالة الدراسات العليا، 1975-1980